# Décio Vieira
Décio Luiz Monteiro Vieira (Petrópolis, 1922 — Rio de Janeiro, 1988) foi um pintor e desenhista brasileiro, conhecido por sua participação no Grupo Frente e no Grupo Neoconcreto, marcos para o Concretismo e para o Neoconcretismo. Sua educação se deu principalmente na Fundação Getúlio Vargas do Rio de Janeiro, com Axl von Leskoschek e Fayga Ostrower, e no Museu de Arte Moderna do Rio de Janeiro, com Ivan Serpa.